# Музей морских раковин (Пхукет)
Музей морских раковин на Пхукете (Phuket seashell museum) - частный музей расположенный неподалеку от побережья Равай в южной части острова Пхукет. Экспозиция насчитывает более двух тысяч экспонатов. Представлены не только раковины, но и окаменелости вместе с фрагментами горных пород, в которых сохранились следы древних моллюсков. Открыт братьями Патхамакантин, на протяжении более сорока лет своей жизни они путешествовали по миру и собирали редкие экземпляры раковин для своей коллекции.
В музее открыт сувенирный магазин. Законодательство Таиланда запрещает вывоз раковин и изделий из них из страны, поэтому магазин имеет специальный отдел для оформления документов необходимых при прохождении таможни.
В экспозиции музея выставлена настоящая жемчужина золотистого цвета весом в 140 карат.

Экспозиция музея
"Золотая" жемчужина

## График работы
Музей открыт каждый день с восьми утра до семи вечера без перерывов. Стоимость взрослого билета составляет 200 бат, детского – 100 бат. Для детей до 4 лет – бесплатно.